# 1950 Wempe
Az 1950 Wempe (ideiglenes jelöléssel 1942 EO) a Naprendszer kisbolygóövében található aszteroida. Karl Wilhelm Reinmuth fedezte fel 1942. március 23-án.